# Luceria bipartita
Luceria bipartita är en fjärilsart som beskrevs av Rothschild 1916. Luceria bipartita ingår i släktet Luceria och familjen nattflyn. Inga underarter finns listade i Catalogue of Life.